# Juan Giménez López
Juan Giménez López (castellà: Juan Giménez)  (Mendoza, 26 de novembre de 1943 - Mendoza, 2 d'abril de 2020) va ser un autor de còmics i il·lustrador argentí. Fou reconegut mundialment per obres com Estrella negra (1979), Cuestión de tiempo (1982), Basura (1988), El cuarto poder (1989), Ciudad (1991) i La casta de los Metabarones (1992). La seva temàtica gira entorn de portentosos imaginaris pertanyents al gènere fantàstic i a la ciència-ficció. Va rebre premis com el Yellow Kid al millor dibuixant estranger el 1990 i el Bulle D'Or a França el 1994.

## Biografia
Fascinat des de nen pel dibuix, va començar imitant còmics i portades de llibres hispanoamericans i espanyols. Ja de més gran es va dedicar a dibuixar les seqüències de les pel·lícules que li agradaven, i fins a reproduir-les en plastilina. Així va aprendre a dibuixar seqüències narratives. Va completar la seva formació estudiant disseny Industrial. Va treballar en diverses agències argentines de publicitat, aprenent a sintetitzar la narració al mil·límetre. El 1976 va realitzar la Còmic bèl·lic As de pique amb el guionista Ricardo Barreiro.
A la fi dels anys setanta es va traslladar a Europa, on va començar a dibuixar per editorials de còmics. El 1979 va publicar  Estrella negra, el seu primer àlbum en color. Després va publicar Basura, About Time (Cuestión de tiempo, a Llatinoamericà; Una cuestión de tiempo, a Espanya), el guió del qual també n'és autor, El quart poder, Leo Rosegui i Joc Etern.
Posteriorment va residir a Sitges i va col·laborar amb Alejandro Jodorowsky a la sèrie La casta dels Metabarones (Jodorowsky és el guionista) i en la preproducció d'un curtmetratge.
En 2020 va tornar a la província de Mendoza amb símptomes de COVID-19 i va morir dies més tard a l'Hospital Central de la Ciutat de Mendoza.

## Valoració
Segons Ricardo Aguilera i Lorenzo Díaz, Giménez ha reflectit la seva passió per la tecnologia en totes les seves obres, aconseguint "transmetre ànima i vida pròpia a tots els seus ensomnis metàl·lics".

## Bibliografia

Juan Giménez en el seu estudi de treball.

## Portades videojocs
- Sol Negro (Il·lustració de portada). Ópera Soft, 1988.
- Mutan Zone (Il·lustració de portada). Ópera Soft, 1988.
- Casanova (Il·lustració de portada). Iber Programari, 1989.